# Fiocco
Fiocco is een Belgisch project van dj-producer Jan Vervloet (ook bekend van onder andere Thunderball, Scoop en DHT) opgericht in 1997.
Het instrumentale Afflitto werd uitgebracht in februari 1997 en stond meteen 10 weken op nummer 1 in de Belgische dance-chart.
In de Ultratop bereikte het als hoogste notering de nummer 5 en bleef de track de hele zomer in de hitlijst staan.
In het najaar kwam de opvolger The Spirit uit. De vocals werden ingezongen door Pascale Feront die ook bekend is van de groep Absolom.
Op het podium kreeg Fiocco vaste gezichten met Jan Vervloet en Enzo Fumarola (keyboards), Ann Lomans (zangeres) en Anja Maesen (danseres).
In 1998 pikt de Duitse dj Michael Nehrig de track Afflitto op en samen met Jan Vervloet bracht hij een remake op de markt onder de naam "Kosmonova vs. Fiocco". De titel van het nummer was Celebrate en was vooral in Duitsland, Nederland en België een grote hit.
Datzelfde jaar bracht Fiocco in België nog de singles Spread The Word Around en Straight Till The End en het album Free uit. Later volgden nog de hits Miss You (vocals van Evi Goffin alias Medusa), The Music en The Crowd Is Moving.
Nadien bracht de groep geen nummers meer uit. In 2003 maakte Jan Vervloet nog een remix van Afflitto onder het Nitrox-label, wat alweer hoog scoorde in de dance-charts.

## Discografie

### Singles
| Single met eventuele hitnotering(en) in de Nederlandse Top 40 | Datum van verschijnen | Datum van binnenkomst | Hoogste positie | Aantal weken | Opmerkingen                             |
| ------------------------------------------------------------- | --------------------- | --------------------- | --------------- | ------------ | --------------------------------------- |
| Celebrate                                                     | 1998                  | 26-09-1998            | 23              | 5            | met Kosmonova / Dancesmash op Radio 538 |

| Single met hitnotering(en) in de Vlaamse Ultratop 50 | Datum van verschijnen | Datum van binnenkomst | Hoogste positie | Aantal weken | Opmerkingen  |
| ---------------------------------------------------- | --------------------- | --------------------- | --------------- | ------------ | ------------ |
| Afflitto                                             | 1997                  | 22-03-1997            | 5               | 28           |              |
| The Spirit                                           | 1997                  | 18-10-1997            | 2               | 21           |              |
| Spread the Word Around                               | 1998                  | 02-05-1998            | 2               | 13           |              |
| Straight Till The End / Celebrate                    | 1998                  | 24-10-1998            | 5               | 13           |              |
| Miss You                                             | 1999                  | 20-02-1999            | 14              | 10           | feat. Medusa |
| The Music                                            | 1999                  | 25-12-1999            | 6               | 12           |              |
| The Crowd Is Moving                                  | 2000                  | 04-11-2000            | 6               | 12           |              |

### Albums
| Album met hitnotering(en) in de Vlaamse Ultratop 200 albums | Datum van verschijnen | Datum van binnenkomst | Hoogste positie | Aantal weken | Opmerkingen |
| ----------------------------------------------------------- | --------------------- | --------------------- | --------------- | ------------ | ----------- |
| Free                                                        | 1998                  | 21-11-1998            | 12              | 12           |             |